# Campomanesia
O gênero neotropical Campomanesia, da família Myrtaceae, inclui uma espécie brasileira extinta, a Campomanesia lundiana, da qual se conhece apenas um único exemplar herborizado coletado no Rio de Janeiro em 1825.
Inclui também muitas espécies frutíferas, como as guabirobas, sete-capotes e cambuci.

## Espécies
O gênero, que passou por profunda revisão nos últimos anos, abrange 80 espécies.
Atualmente há 41 espécies reconhecidas:
- Campomanesia adamantium (Cambess.) O.Berg
- Campomanesia anemonea Landrum
- Campomanesia aprica (Vell.) O.Berg
- Campomanesia aromatica (Aubl.) Griseb.
- Campomanesia aurea O.Berg
- Campomanesia blanchetiana Landrum & M.Ibrahim
- Campomanesia costata M. Ibrahim & Landrum
- Campomanesia cucullata Proença & L.V.S.Jenn.
- Campomanesia dichotoma (O.Berg) Mattos
- Campomanesia espiritosantensis Landrum
- Campomanesia eugenioides (Cambess.) D.Legrand ex Landrum
- Campomanesia fruticosa (Vell.) O.Berg
- Campomanesia grandiflora (Aubl.) Sagot
- Campomanesia guaviroba (DC.) Kiaersk.
- Campomanesia guazumifolia (Cambess.) O.Berg
- Campomanesia hirsuta Gardner
- Campomanesia ilhoensis Mattos
- Campomanesia laurifolia Gardner
- Campomanesia lineatifolia Ruiz & Pav.
- Campomanesia lundiana (Kiaersk.) Mattos
- Campomanesia macrobracteolata Landrum
- Campomanesia mediterranea (Vell.) O.Berg
- Campomanesia neriiflora (O.Berg) Nied.
- Campomanesia pabstiana Mattos & D.Legrand
- Campomanesia paranensis C. D. Legrand
- Campomanesia phaea (O.Berg) Landrum
- Campomanesia prosthecesepala Kiaersk.
- Campomanesia pubescens (Mart. ex DC.) O.Berg
- Campomanesia racemosa (Vell.) O.Berg
- Campomanesia reitziana D.Legrand
- Campomanesia rhombea O.Berg
- Campomanesia rufa (O.Berg) Nied.
- Campomanesia schlechtendaliana (O.Berg) Nied.
- Campomanesia sepalifolia Luber & M. Ibrahim
- Campomanesia sessiliflora (O.Berg) Mattos
- Campomanesia simulans M.L.Kawas.
- Campomanesia speciosa (Diels) McVaugh
- Campomanesia terminalis (Vell.) Mattos
- Campomanesia transalpina (Vell.) O.Berg
- Campomanesia velutina (Cambess.) O.Berg
- Campomanesia xanthocarpa (Mart.) O.Berg

### SecçãoBarbatae
- Campomanesia xanthocarpa (Mart.) O.Berg: gabiroba-árvore

### Secção Hirsutae
- Campomanesia arenaria O.Berg
- Campomanesia hirsuta Gardner
- Campomanesia martiana O. Berg

### Secção Repandae
- Campomanesia dentata O.Berg

### Secção Reticulatae
- Campomanesia aurea O.Berg

### Espéciesincertae sedis
- Campomanesia adamantium (Cambess.) O.Berg
- Campomanesia aprica (Vell.) O.Berg
- Campomanesia fruticosa (Vell.) O.Berg
- Campomanesia guazumifolia O.Berg: sete-capotes
- Campomanesia mediterranea (Vell.) O.Berg
- Campomanesia racemosa (Vell.) O.Berg
- Campomanesia transalpina (Vell.) O.Berg

### Secção Velutinae
- Campomanesia pubescens (DC.)O.Berg: guabiroba
- Campomanesia velutina (Cambess.) O.Berg